# وی‌آی (گروه موسیقی)
وی‌آی (انگلیسی:WEi، کره‌ای:위아이) یک گروه موسیقی پسرانه اهل کره جنوبی است که زیر نظر وی.انترتینمنت به فعالیت می‌پردازد. این گروه از شش عضو به نام‌های جانگ ده هیون، کیم دونگ. هان، یو یونگ ها، کیم یو-هان، کانگ سوک هوا و کیم جون سو تشکیل شده‌است.

## اعضا
| نام هنری     | جایگاه        | نام اصلی      | زادروز                  | محل تولد |
| ------------ | ------------- | ------------- | ----------------------- | -------- |
| جانگ ده هیون | لیدر          | جانگ ده هیون  | ۱۱ فوریه ۱۹۹۷ (۲۳ سال)  | --       |
| کیم دونگ هان | دنسر اصلی،رپر | کیم دونگ هان  | ۳ جولای ۱۹۹۸(۲۱ سال)    | دئگو     |
| یو یونگ ها   | وکالیست       | یو یونگها     | ۱۱ ژانویه ۱۹۹۹(۲۱ سال)  | --       |
| کیم یو-هان   | وکالیست       | هوانگ هیونجین | ۲۲ سپتامبر ۱۹۹۸(۲۲ سال) | سئول     |
| کانگ سوک هوا | وکالیست اصلی  | کانگ سوک هوا  | ۱ دسامبر ۲۰۰۰(۲۰ سال)   | --       |
| کیم جون سو   | مکنه،وکالیست  | کیم جون سو    | ۲۰دسامبر ۲۰۰۱(۱۹ سال)   | --       |

## نام
نام این گروه به معنی we(ما) و i(من) است و به این معنی است که (ما با هم یکی هستیم)